# Хронологія російського вторгнення в Україну (серпень 2025)
Ця стаття є частиною хронології повномасштабного російського вторгнення в Україну з 24 лютого 2022 року, яка є частиною хронології російської збройної агресії проти України з 2014 року.
Про події попереднього місяця — див. у статті Хронологія російського вторгнення в Україну (липень 2025).

## 1-10 серпня

### 1 серпня
За добу РФ втратила понад 940 військових. Протягом доби противник здійснив 57 авіаударів та скинув 127 КАБів по позиціях ЗСУ та цивільних об'єктах. Зафіксовано 5835 артилерійських обстрілів, зокрема 126 — із РСЗВ, та застосовано 4098 дронів-камікадзе.
У Сумах внаслідок обстрілу пошкоджено потяг Харків–Ужгород, без постраждалих. У Харкові російський дрон «Молнія» завдав удару по цивільній інфраструктурі. Внаслідок російського удару по цивільному промисловому підприємству у Балаклії у Харківській області, зафіксовано кілька влучань у місті.

### 2 серпня
Протягом доби зафіксовано 172 зіткнення, 70 авіаударів і 116 керованих авіабомб по позиціях ЗСУ та цивільних об'єктах. У Сумській області російський дрон атакував Свеську громаду — загинув 12-річний хлопчик, ще одна дитина поранена. Росія завдала удару по мосту до мікрорайону Корабел у Херсоні. Російські дрони атакували Дружківку у Донецькій області, у місті пошкодження, були постраждалі.
У результаті російського обстрілу села Запорізького району постраждали двоє мирних жителів. Увечері росіяни вдарили по Миколаєву ракетою Ту022М3, частина області залишилася без електропостачання.
НАБУ та САП викрили масштабну корупцію при закупівлі БпЛА та засобів РЕБ. Серед підозрюваних — нардеп Олексій Кузнєцов та колишній очільник Луганської ОДА Сергій Гайдай.

### 3 серпня
ЗС РФ втратили 1010 солдатів протягом доби.
За добу зафіксовано 138 бойових зіткнень, зокрема 67 авіаударів і 140 керованих авіабомб. Росія здійснила 5642 артилерійських обстріли, з них 96 — із РСЗВ, та застосувала 4482 дрони-камікадзе.
У Сумській області постраждали Яструбщина, Велика Писарівка, Сорокине, Старикове, Бруски, Біла Береза, Хлібороб, Покровка, Бабине, Товстодубове, Бачівськ, Прогрес, Стара Гута. У Херсоні російські війська завдали удару по мосту, є пошкодження.
У Києві внаслідок атаки дрона знищено склад литовської гуманітарної організації «Blue/Yellow». ЗСУ завдали ударів по аеродрому зберігання «Шахедів» у Приморсько-Ахтарську та по заводу «Електроприлад» у Росії.
Відбувся обмін полоненими — Україна та РФ обміняли 1200 осіб після третього раунду переговорів у Стамбулі.

### 4 серпня
Росія втратила 920 військових за добу. У Волгоградській області РФ, у місті Фролово, внаслідок атаки дронів сталася масштабна пожежа. Пошкоджено транспортну та енергетичну інфраструктуру, обмежено рух поїздів через станцію Арчеда.

### 5 серпня
За добу зафіксовано 151 бойове зіткнення. Найінтенсивніші ділянки фронту:
- Покровський — 45 атак (Полтавка, Новоекономічне, Червоний Лиман тощо)[18].
- Лиманський — 28 атак (Греківка, Мирне, Торське тощо)[19].
- Новопавлівський — 18 атак (Зелене Поле, Воскресенка тощо)[20].
- Інші ділянки: Куп'янський (9), Південно-Слобожанський (9), Торецький (6), Сіверський (9), Краматорський (2), Гуляйпільський (1), Оріхівський (1), Придніпровський (5)[21].

Російські війська здійснили 72 авіаудари, скинули 129 керованих авіабомб, застосували 5 ракет, 3925 дронів-камікадзе та 6050 обстрілів, зокрема 76 — із РСЗВ. У Харківі дрон-камікадзе влучив по АЗС — поранено 20-річну жінку. У Лозовій — удар по вокзалу, 13 постраждалих. Частина Сумської громади залишилась без електроенергії через атаку РФ.
Генштаб ЗСУ спростував фейки про нібито оточення українських військ у Покровську.
Трамп пригрозив новими санкціями проти «тіньового флоту» РФ, якщо Путін не погодиться на припинення вогню до 8 серпня.

### 6 серпня
ЗС РФ вдарили по шести населених пунктах Харківської області. Внаслідок обстрілів Лимана та Вовчанська загинули 3 особи, поранено 10. Російська артилерія обстріляла залізничну станцію в Лозовій, загинув черговий механік. Серед 10 поранених — четверо залізничників.
В Запорізькій області від обстрілів РФ загинули 4 особи, поранено 3.
Швеція, Норвегія та Данія оголосили про спільне виділення близько 5 мільярдів норвезьких крон ($486,16 млн) на закупівлю американської зброї для України. Держдеп США схвалив потенційний продаж послуг з ремонту та обслуговування гаубиць М777 для України на $203,5 млн.

### 7 серпня
Українські БПЛА атакували Афіпський нафтопереробний завод у Краснодарському краї Росії. Завод разом з Краснодарським НПЗ переробляв 7,2 млн метричних тонн сирої нафти у 2024 році.
ЗС РФ атакували дронами інтерконектор «Орлівка» на півдні України, який використовується для транзиту газу. Попри пошкодження, транспортування газу продовжилося.

### 8 серпня
Протягом доби зафіксовано 152 бойових зіткнення, здійснено 90 авіаударів. Пошкоджено житлові будинки та критичну інфраструктуру в Кривому Розі й Нікополі; постраждало не менше 5 цивільних осіб.

### 9 серпня
Вночі російська ракета С-300 вдарила по Харкову, пошкодивши інфраструктурний об'єкт Салтівського району, без постраждалих. Зранку ЗС РФ обстріляли Дніпропетровщину, районі Дніпра двоє загиблих, ще двоє — поранені.

### 15 серпня
ЗСУ атакували порт Оля в Астраханській області за допомогою безпілотників. За інформацією українських військових, внаслідок удару пошкоджено вантажне судно «Порт Оля 4», на якому були комплектуючі для безпілотників «Шахед» та боєприпаси з Ірану.
На заводі «Еластик» в Рязанській області стався вибух. Загинуло 14 людей, постраждало 149, із них 29 довелося госпіталізувати.

### 18 серпня
18 серпня 2025 року було офіційно повідомлено, що воїни третього десантно-штурмового батальйону 79-ї окремої десантно-штурмової Таврійської бригади 7 корпусу ШР ДШВ відбили та зачистили населений пункт Золотий Колодязь.